# كيم برادلي
كيم برادلي (7 سبتمبر 1967 - ) (بالإنجليزية: Kim Bradley)‏ هي لاعبة كريكت أسترالية. شاركت مع منتخب أستراليا الوطني للكريكت.

## وصلات خارجية
- كيم برادلي على موقع إي آس بي آن كريك إنفو (الإنجليزية)